# Cudonigera houstonana
Cudonigera houstonana är en fjärilsart som beskrevs av Augustus Radcliffe Grote 1873. Cudonigera houstonana ingår i släktet Cudonigera och familjen vecklare. Inga underarter finns listade i Catalogue of Life.